# Lesja Ukrajinka
Lesja Ukrajinka (ukrajinsky Ле́ся Украї́нка; vlastním jménem Larysa Petrivna Kosač-Kvitka / Лариса Петрівна Косач-Квітка; rusky Леся Украинка; polsky Łesia Ukrainka; 13. únorajul./ 25. února 1871greg. Novohrad-Volynskyj (Volyň, Ruské impérium, dnes Zvjahel, Žytomyrská oblast, Ukrajina) – 19. červencejul./ 1. srpna 1913greg. Surami (Gruzie)) byla ukrajinská spisovatelka, básnířka, dramatička, literární kritička, nejznámější ukrajinská autorka, jeden ze symbolů ukrajinské kultury.
Od poloviny 90. let 19. století hrála Lesja Ukrajinka významnou roli v kyjevském kulturním životě. Celý život se však potýkala s tuberkulózou, jejíž postup se snažila zpomalit četnými návštěvami jižních oblastí, zejména Krymu, Kavkazu a Egypta. Jejím manželem byl ukrajinský folklorista a muzikolog Klyment Kvitka. K jejím inspiračním zdrojům patřily kromě básnických děl Tarase Ševčenka a slovanského folkloru také biblické a orientální texty a díla západoevropských spisovatelů, k nimž měla blízko díky intelektuální výchově a znalosti jazyků. Významnou roli v utváření její poetiky hrál Heinrich Heine, Maurice Maeterlinck, Henrik Ibsen, ale také polští a italští básníci a další osobnosti.
Kromě tří básnických sbírek, četných dramatických básní a divadelních her publikovala Ukrajinka také výsledky svého etnografického a literárněvědného bádání a překlady zahraniční poezie do ukrajinštiny. Ve svých dramatických básních a poemách se ostře stavěla proti zotročování jakéhokoliv typu a k postavení Ukrajinců se vyjadřovala pomocí analogií s osudy vyvoleného izraelského národa (Babylónské zajetí, Na rozvalinách). Své nejvýznamnější dílo, divadelní hru Lesní píseň, sepsala v roce 1911, nedlouho před smrtí.

## Život

### Dětství
Lesja Ukrajinka se narodila 13. únorajul./ 25. února 1871greg. v Novohradě-Volynském jako Larysa Kosač. Byla druhá z pěti dětí, kromě staršího bratra Mychajla měla tři mladší sestry: Olhu, Oksanu a Isydoru. Pocházela ze šlechtické rodiny s bohatým kulturním zázemím. Její matka Olena Pčilka byla rovněž spisovatelkou. Jejím strýcem byl vědec a publicista Mychajlo Drahomanov.  Vzdělávala se doma a měla široké znalosti z dějin literatury a umění a ovládala několik jazyků: ruštinu, polštinu, bulharštinu, řečtinu, latinu, francouzštinu, italštinu, němčinu a angličtinu. Prostřednictvím otcova kroužku se seznamovala s intelektuálním kvasem své doby: Petro Kosač studoval matematiku v Petrohradě a práva v Kyjevě, později byl členem Stare Hromady a redakce etnografického a literárního časopisu Kyjevska starina. K jeho přátelům patřili významné osobnosti ukrajinského života, kromě Drahomanova také Volodymyr Antonovyč, Konstantin Mychalčuk, Mykola Lysenko nebo Mychajlo Staryckyj.

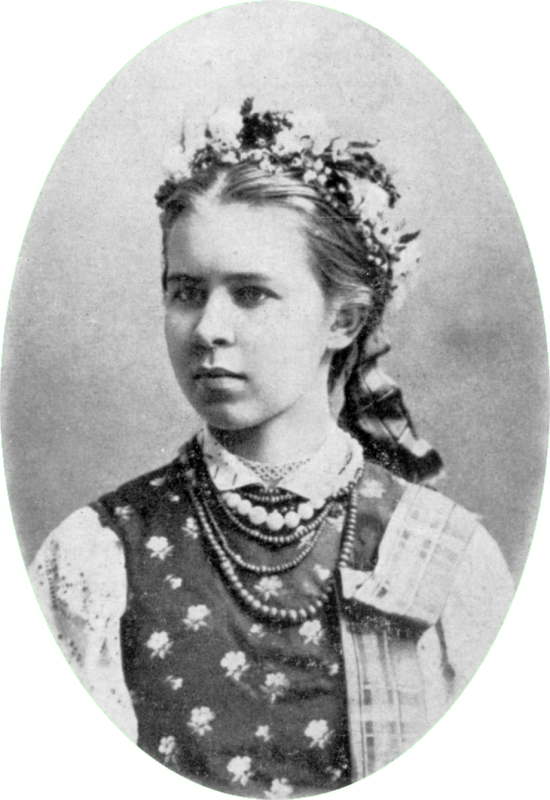
Šestnáctiletá Lesja Ukrajinka v roce 1887

Prvním impulzem k psaní se pro Lesju Ukrajinku stalo uvěznění milované tety Oleny v roce 1879 a její následná deportace na Sibiř v roce 1881; v reakci na tuto událost napsala báseň „Nadíja“ (Naděje), která se později stala součástí její první básnické sbírky. K oblíbené četbě mladé autorky patřila díla autorů jako Taras Ševčenko, Alexandr Sergejevič Puškin, Nikolaj Alexejevič Někrasov, Heinrich Heine, Victor Hugo nebo George Gordon Byron. Později hráli významnou roli při formování Ukrajinčiny umělecké osobnosti William Shakespeare, Maurice Maeterlinck, Gerhart Hauptmann, Adam Mickiewicz nebo Henrik Ibsen. Vedle veršů, které psala již od osmi let, se záhy pustila do překladatelské práce. V rámci studia klasické řečtiny a latiny překladala Homéra a Ovidia. Společně s bratrem Mychajlem do ukrajinštiny přeložila a vydala povídky z Gogolovy sbírky Večery na samotě u Dikaňky. První verše vydala Lesja Ukrajinka časopisecky ve třinácti letech. Pseudonym, pod kterým pak psala po zbytek života, jí vybrala matka.

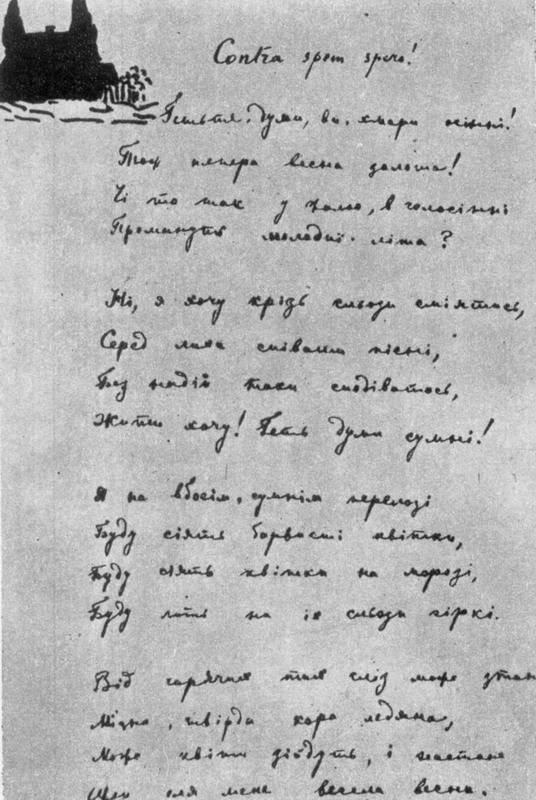
Rukopis básně Contra spem spero!

Matka Ukrajinku vedla také k ukrajinskému folkloru a četbě ukrajinských autorů, jako byli Pantelejmon Kuliš či Marko Vovčok, a k dílům dalších slovanských kultur, jako byly srbské lidové písně v překladu Mychajla Staryckého. Kosačovi se také často stěhovali. V roce 1878 se přesunuli ze Zvjahelu do Lucku a posléze do Kovelu. V blízké vsi Kolodjažne si pořídili dům, takže děti mohly poznávat venkovský život a volyňský folklor. V roce 1882 se rodila na čas přestěhovala do Kyjeva. Bratr Mychajlo zde začal studovat gymnázium, Lesja se však s matkou vrátila v roce 1884 do Kolodjažne. Mladá Ukrajinka pak trávila čas převážně o samotě, s bratrem si však psala, vyměňovali si úvahy a nápady a jejich vztah zůstal po celý spisovatelčin život vřelý.
Již v mládí onemocněla Lesja Ukrajinka tuberkulózou kostí, později také plic a ledvin. Od devatenácti let trávila čas putováním po městech a lékařských klinikách – kromě operace v Kyjevě navštívila za tímto účelem Vídeň, Varšavu, Charkov, Berlín; zdraví se pokoušela nabýt v Oděse, Karpatech, na Krymu, v Itálii, Egyptě či na Kavkaze, kde později také zemřela.

### Raná tvorba

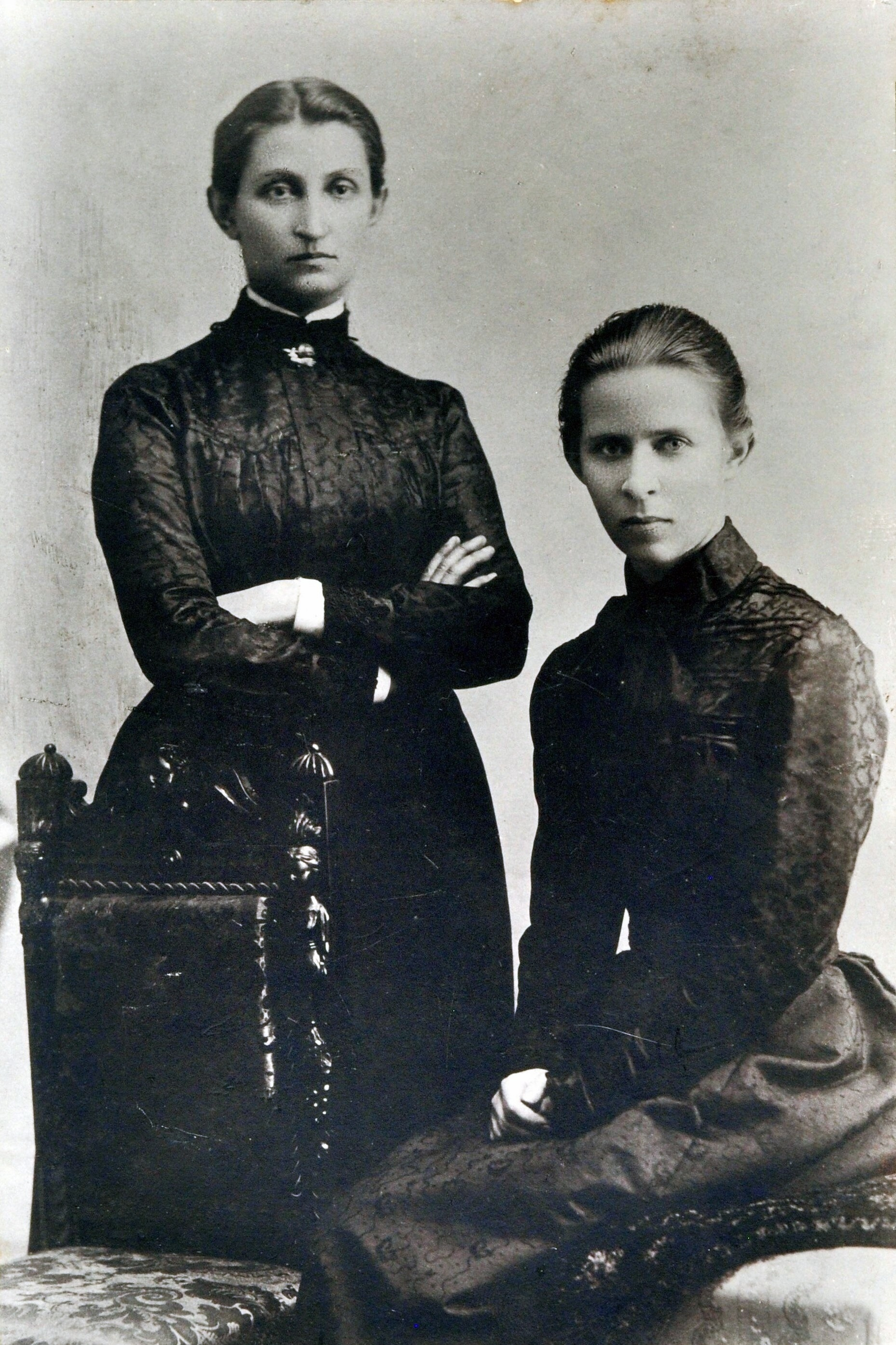
Lesja Ukrajinka a Olha Kobyljanska v roce 1901

Do literatury Lesja Ukrajinka naplno vstoupila sbírkou Na křídlech písní, která vyšla v roce 1893 ve Lvově; již o rok dříve zaujala vydáním překladu Heineho Knihy písní. Kontakt se vzdělanou společností vedl k dalšímu rozšiřování obzorů, silný vliv měl především strýc Mychajlo Drahomanov, pod jehož vedením objevila kouzlo biblické obraznosti (která pak hrála v její tvorbě významnou roli) a během návštěvy Sofie se seznámila s bulharskou kulturou a jazykem. Po strýcově smrti a návratu do Kyjeva se znovu a ještě významněji začala zapojovat do veřejného života, především prostřednictvím Kyjevské literárně-umělecké společnosti. Život jí znesnadňovaly zdravotní problémy, a tak trávila většinu času přímo v Kyjevě nebo v matčině letním sídle poblíž městečka Haďač. V roce 1898, u příležitosti oslav stého výročí moderní ukrajinské literatury, byla básnířka uvedena na pódium za bouřlivého aplaudování přítomných.

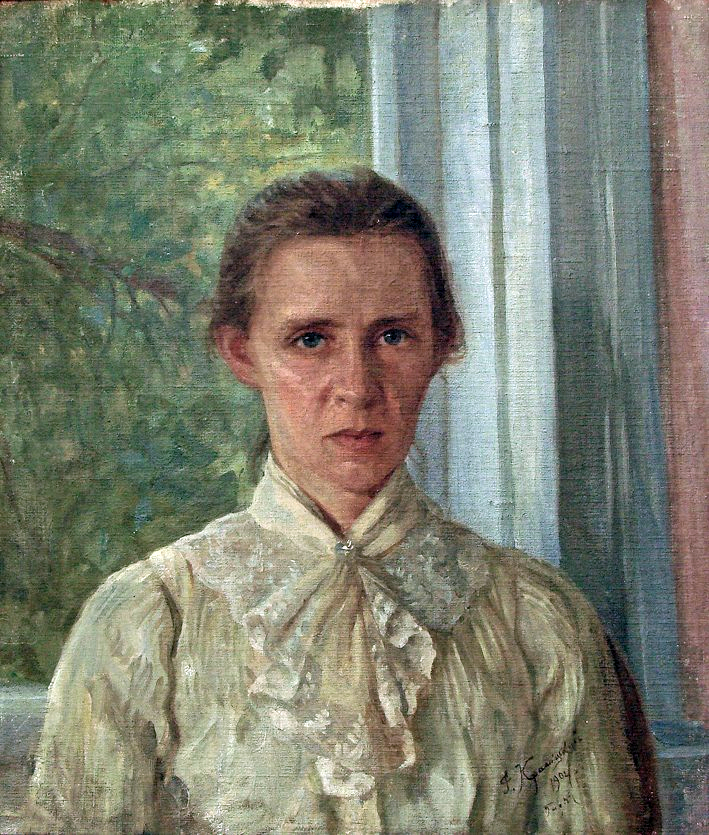
Portrét Lesji Ukrainky, 1904, malíř Fotij Krasyckyj

Současně docházelo ve spisovatelčině tvorbě v průběhu 90. let k prvnímu velkému uměleckému přerodu – čím dál hlasitě ozývala sociální témata, kritika nesvobody a burcování k odmítnutí tohoto stavu. Podle názoru Ivana Franka se Ukrajinka vymykala ostatním následovníkům Ševčenka, kteří epigonsky přejímali jeho obraty a obrazy, a dokázala si razit vlastní cestu: „Pravda, ukrajinští epigoni Ševčenka nejednou ‚lámali pouta‘ a zvěstovali ‚svobodu‘, ale to všechno byly pouhé fráze, bylo to přežvykování ani ne tak myšlenek, jako básnických obratů a obrazů velkého kobzara. Lesja Ukrajinka si nečiní nároky na ševčenkovský pathos, nepřežvykuje jeho výrazy; má svůj pathos, má své vlastní slovo.“
V roce 1898 publikoval o mladé spisovatelce studii významný ukrajinský autor a myslitel Ivan Franko, přičemž uvedl, že „od dob Ševčenkova ‚Mne pohřběte a vy vstaňte, zlomte pouta směle' Ukrajina neslyšela takové silné, horoucí a básnické slovo jako z úst této slabé a choré dívčiny...“ Od roku 1897 Ukrajinka stále častěji odjížděla na zdravotní cesty – nějaký čas žila na Krymu a nechala se vyšetřovat na západoevropských klinikách. Přitom psala také etnografické studie a literárněvědné články. Věnovala se italským autorům (Gabriele d'Annunzio, Ada Negri, které také překládala) či polské literatuře (Eliza Orzeszkowa, Henryk Sienkiewicz, Boleslaw Prus, Stefan Żeromski, Wacław Sieroszewski). Z ukrajinské tvorby reflektovala díla Jurije Feďkoviče, Olhy Kobyljanské a Vasyla Stefanyka a zajímala se také o emancipaci žen.

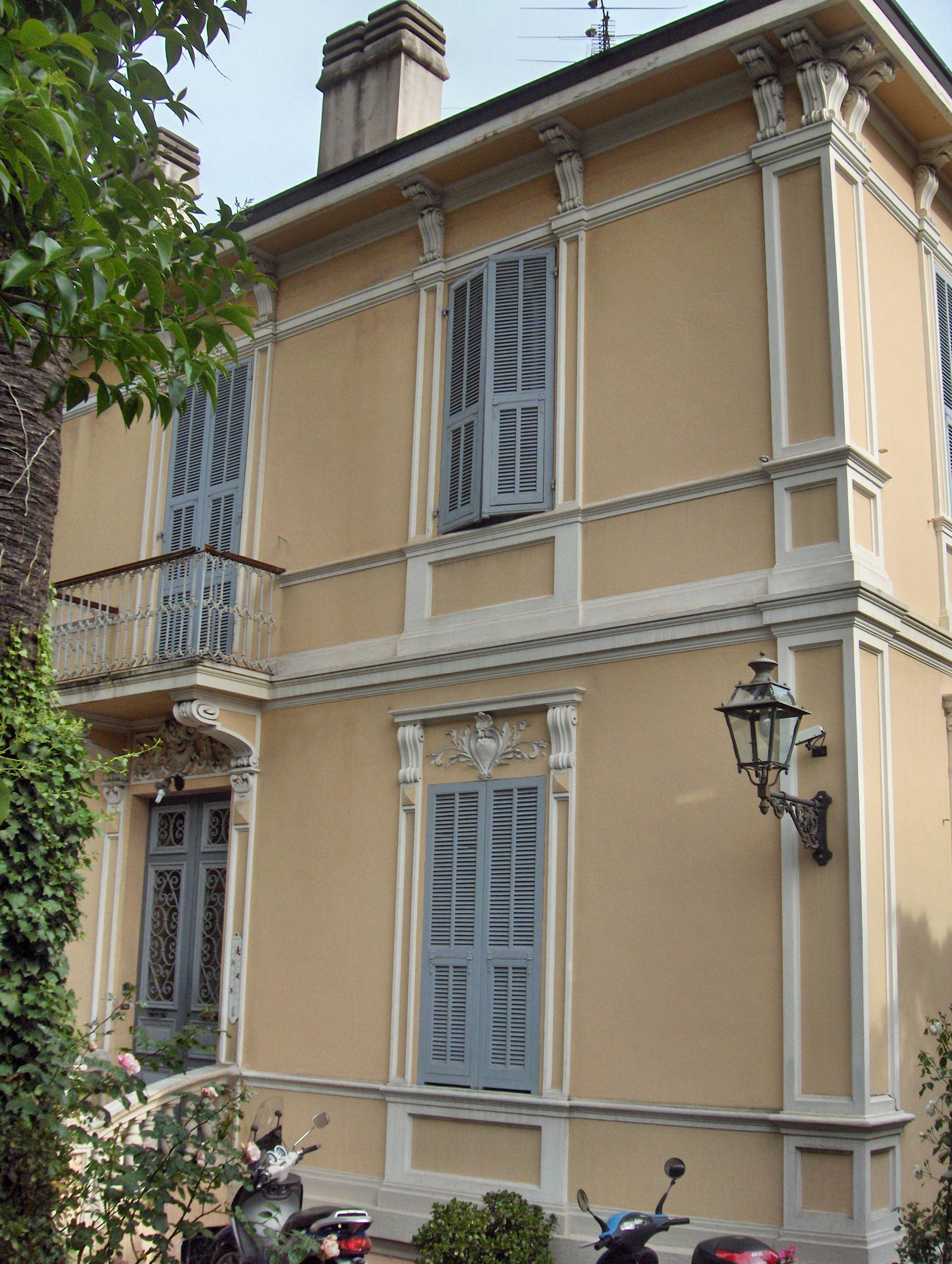
Vila v italském Sanremu, kde Ukrajinka pobývala v letech 1901–1903

V roce 1897 se Ukrajinka seznámila s marxistou Serhujem Konstantinovyčem Meržinským, který ji přivedl k socialistickým a revolučním myšlenkám. V roce 1900 nicméně Meržinsky zemřel v Minsku na tuberkulózu, což byla pro mladou spisovatelku další nepříjemná rána. Sama Ukrajinka v dopise napsala: „Byla to strašná tragedie a ne každý může něco takového vydržet. Já to vydržela... ale ne bez následků: mám zhoršenou hysterii a anemii a kromě toho jakýsi katar na prsou.“
Blízké přátelství navázala Ukrajinka rovněž s Olhou Kobyljanskou – spolu s Marijou Vilinskou (známou pod pseudonymem Marko Vovčok) vytvářejí trojici nejpřednějších ukrajinských autorek. Od roku 1899 si Ukrajinka s Kobyljanskou, spojené prožitkem osobních, zdravotních i uměleckých obtíží, vyměňovaly velice intimní a něžné dopisy. Obzvláště v konzervativním východoevropském prostředí působí tato korespondence nápadně, komentátoři se však neshodují, zda jde spíše o stylizované vyjadřování platonického citu, nebo o projevy skutečně závažného milostného prožitku.
V roce 1899 ve Lvově vyšla Ukrajince druhá sbírka, Dumy a snění, třetí básnická kniha, Ohlasy, pak následovala v roce 1902 v Černovci. Po roce 1900 začalo být nicméně spisovatelčino zdraví tak špatné, že se v Kyjevě příliš nezdržovala a raději trávila čas v teplejších a sušších krajích, zejména v Itálii, především ovšem v lázních a klinikách. Svým blízkým přátelům říkala, že „nemá sílu dál žít takový život skleníkové květiny, odtržené od rodné půdy“, přesto však vzdorovala a nalézala nové způsoby uměleckého vyjádření. Po prvním dramatu, Modrá růže, jež vyšlo v roce 1896, napsala v následujících osmi letech tři dramatické básně (Posedlá, Babylónské zajetí, Na rozvalinách) a dvě dramatické črty (Sbohem a Ifigenie v Tauridě). V letech 1905 až 1907 se angažovala v dobročinné osvětové organizaci Osvita a v létě roku 1907 se vdala. Jejím manželem se stal etnograf a muzikolog Klyment Kvitka.

### Vrcholné období

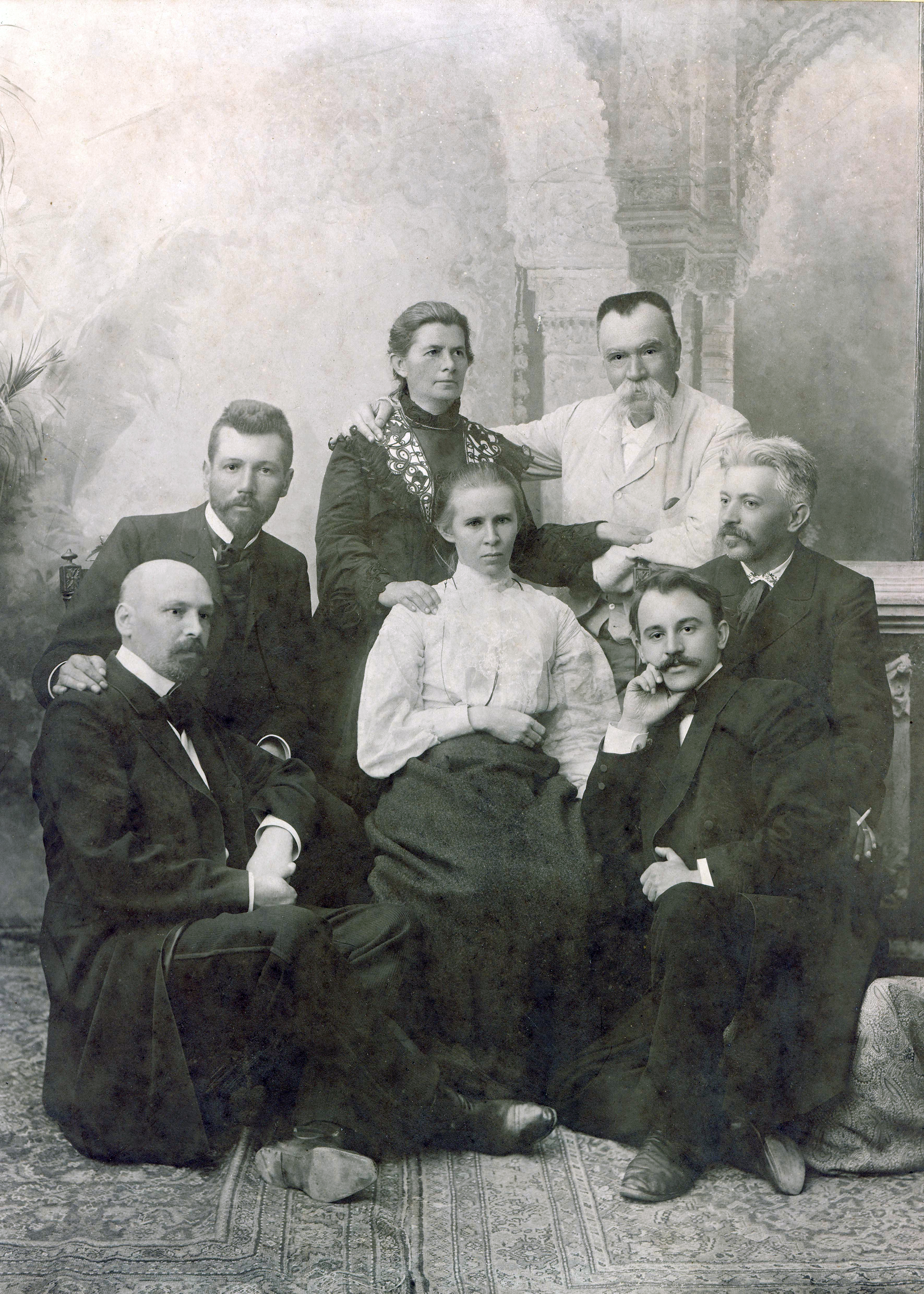
Ukrajinští spisovatelé v roce 1903, zleva Mychajlo Kocjubynskyj, Vasyl Stefanyk, Olena Pčilka, Lesja Ukrajinka, Mychajlo Staryckyj, Hnat Chotkevyč, Volodymyr Samijlenko

V prvních letech 20. století se Lesja Ukrajinka účastnila zrodu ukrajinské modernismu. Svými verši přispěla do Voroného  almanachu Zpoza mraků i z údolí a pokoušela se nový směr obhajovat proti kritikům v Kyjevské Starině, avšak její rozsáhlý dopis nebyl otištěn.  Celé vrcholné období autorčiny tvorby je ovlivněno společenským napětím, které vedlo k revoluci roku 1905, a bouřemi, které tento proticarský pokus, nakonec neúspěšný, vyvolal. Již od roku 1893 byla spisovatelka sledována tajnou policí, a v roce 1907 se dokonce její jméno objevilo v policejních spisech věnovaných kyjevské sociálnědemokratické organizaci.

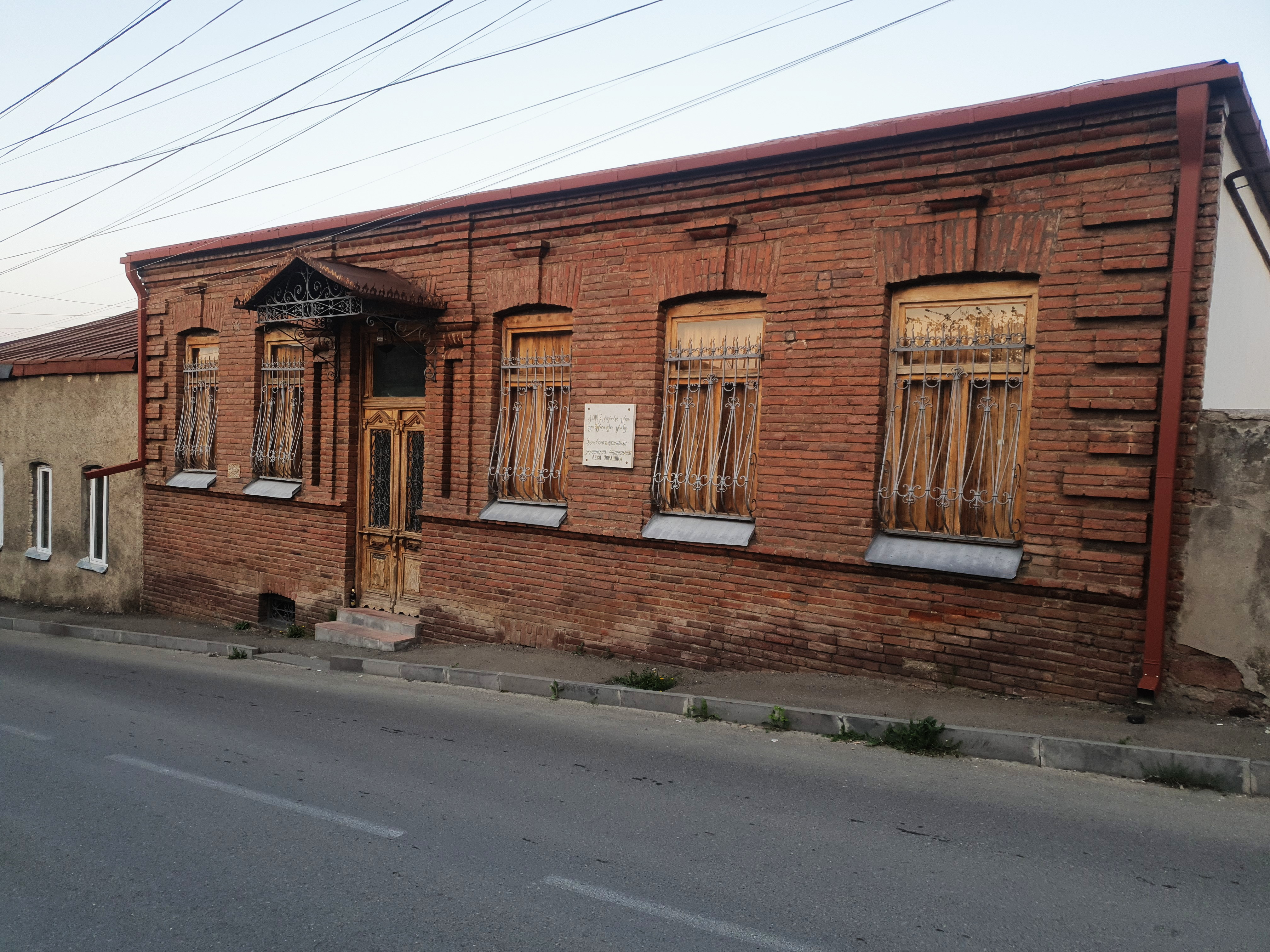
Dům Lesji Ukrajinky v gruzínském Telavi

I přes zájem o politické otázky se Lesja Ukrajinka musela čím dál vážněji věnovat vlastním zdravotním otázkám – v roce 1908 už berlínští lékaři další operaci odmítli a dali spisovatelce dva roky života. Následovaly další cesty do teplých krajin: v Egyptě, jejž navštívila několikrát, se věnovala památkám a studiu místní kultury. Lákal ji také Kavkaz, kde se usadila ve městě Telavi a posléze v Kutaisi. Zde také vzniklo, i přes značné bolesti, autorčino nejvýznamnější dílo, divadelní hra Lesní píseň, kterou sepsala v létě roku 1911. Na podzim téhož roku se v Choni zrodila dramatická báseň Advokát Martin. V roce 1912 byla již převážně upoutána na lůžko, dokázala však ještě vytvořit hru Kamenný hostitel, v níž po svém zpracovala postavu Dona Juana. Na podzim se přes Oděsu vydala po moři na svou poslední cestu do Egypta.
Při návratu v květnu 1913 ještě navštívila blízké přátele a blízkost smrti byla již zřejmá – podle očitých svědectví byla takřka průsvitná a její velké tmavé oči zíraly mimo tento svět. Na léto s manželem odjela do Kutaisi. Těsně před smrtí pak dokončila svou poslední velkou dramatickou, antikolonialistickou báseň, Hostina, a v horečkách se pokoušela se o sestavení arabským světem inspirovaného příběhu Ekbal'-hanem. Svému choti na smrtelné posteli také ještě diktovala texty volyňských lidových písní, které si pamatovala z dětství. Na lékařské doporučení se odebrala do Surami které se nachází ve vyšší nadmořské výšce a je sušší. Posledním spisovatelčiným přáním bylo ještě jednou vidět sestru Olhu, k tomu však již nedošlo – zemřela 19. červencejul./ 1. srpna 1913greg.. Tělo bylo převezeno do Kyjeva, kde se konal velkolepý pohřeb.

## Dílo

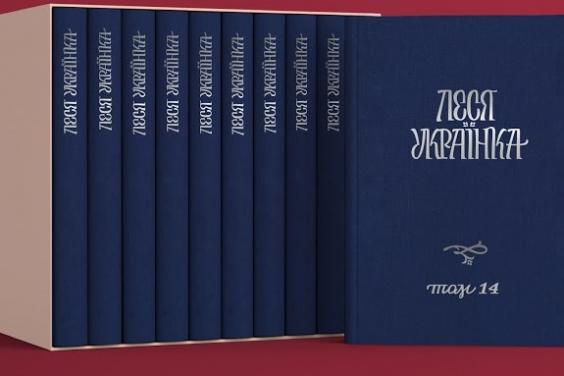
Čtrnáctisvazkové souborné vydání autorčina díla

Lesja Ukrajinka vynikla především přírodní lyrikou, hrána jsou také její dramata. Její díla se pohybují mezi pozdním romantismem a realismem. Kvůli carskému zákazu ukrajinštiny směla vycházet pouze v rakouské části Ukrajiny (Halič, Bukovina). Celoživotní zápas s chorobou se promítl především do její poezie bojovným, odhodlaným tónem, například v básni Contra spem spero (Bez naděje doufám). Osobní bolest a touha po sociální spravedlnosti se v dílech pojí s recepcí homérské a středověké kultury a vytváří obrazy zoufalého hrdinství a vzdoru a působivé dramatické dialogy.

### Sbírky básní
- Na křídlech písní (На крилах пісень, 1893) – první kniha, básnická sbírka; podle Jana Vladislava sice ovlivněná autorčiným mládím a nezralostí, přesto však „nese pečeť skutečného básníka“.[22]

- Dumy a snění, překládáno též Úvahy a sny (Думи і мрії, 1899) – sbírka básní, rozdělená do čtyř chronologicky a tematicky odlišných částí: 1. Poémy, zahrnují básně „Dávná pohádka“ a „Robert Bruce, král skotský“, 2. Melodie jsou souborem intimní lyriky, věnované osobní tragice, jaru a obrozující přírodě, 3. Nevolnické písně, zabývající se zoufalstvím a bolestí národa a revolučním bojem, 4. Ohlasy, drobnější různorodé verše spojující dantovské, biblické či krymské motivy, občanské výzvy a patetická poselství.[23]

- Ohlasy (Відгуки, 1902) – Závěrečná sbírka, v níž se Ukrajinčino psaní již překlápí do dramatické polohy; obsahuje především dramatické básnické monology a dialogy, například působivou báseň „Jeremiáš, zlověstný prorok“ v rámci oddílu Hebrejské melodie.[24]

### Poémy a dramata

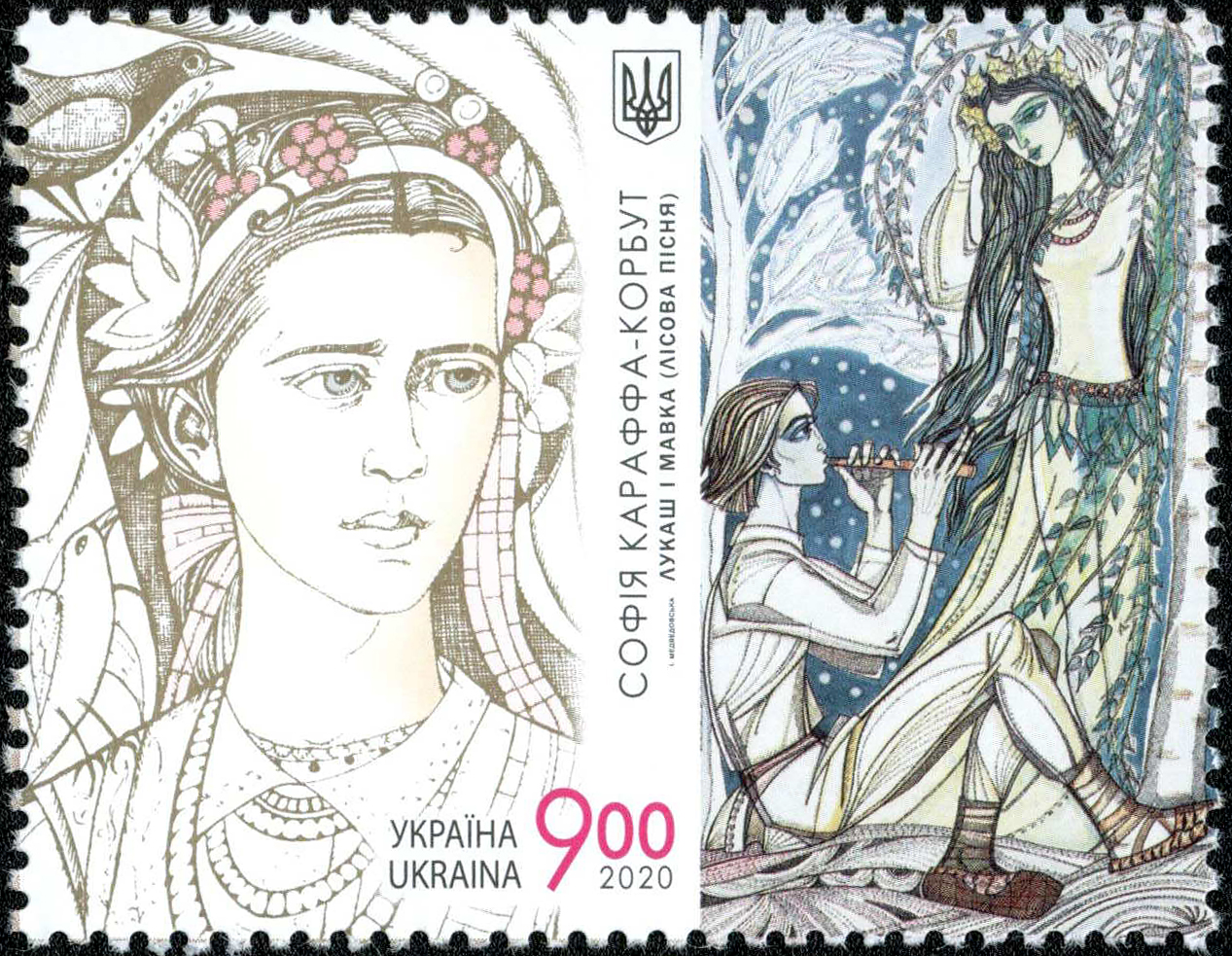
Ukrajinská známka ke 150. výročí spisovatelčina narození, vlevo Lesja Ukrajinka, vpravo Lukáš a Mavka z Lesní písně

- Robert Bruce, skotský král (1894, Роберт Брюс, король шотландський) – romantizující poema o boji za národní sebeurčení, napsaná v duchu hrdinského eposu.[23]

- Dávná pohádka, též Stará pohádka (1896, Давня казка) – poema zachycující na střetu rytíře Bertolda a bezejmenného básníka otázky o roli umělecké tvorby a angažovanosti umělce.[23]

- V katakombách (1905, У катакомбах) – Dramatická báseň zachycující rozhovor otroka-neofyta a křesťanského biskupa. Otrok ve vášnivém hnutí mysli odmítá pasivitu ve prospěch svobody a je ochoten se postavit i proti samotnému prelátovi.[25]

- Jedno slovo (1903, Одно слово) – Epická poéma, na sever přichází vyhnanec a zjišťuje, že místní obyvatelé vzhledem ke svému způsobu života nemají ani slovo pro svobodu.[26] Klasická sovětská interpretace vidí ve vyhnanci ukrajinského revolučního básníka Pavla Hrabovského.[27]

- Babylónské zajetí (1908, Вавилонський полон) – dramatická báseň zpracovávající exotické téma Babylónského zajetí Židů. Prorok Eleazar se brání nařčení, že zostuzuje svůj národ tím, když zpívá pro Babyloňany; pokouší se přitom sjednotit dvě znepřátelené izraelské frakce a přesvědčit je, aby díky jednotě nalezli cestu nazpátek do Jeruzaléma.[28]

- Na rozvalinách (1908, На руїнах) – Dramatická báseň zprostředkující utrpení hebrejských za měsíčné noci u řeky Jordán, v pozadí s pobořenými izraelskými městy a vesnicemi, přičemž ještě jasněji vyvstává analogie s postavením Ukrajinců.[29] Kromě vyznění kritickému vůči imperialismu jsou v básni přítomny také motivy zpochybňující patriarchální dominanci.[30]

- Kassandra (1908, Кассандра) – Zachycení trójské války z pohledu neomylné, avšak bezmocné věštkyně Kassandry, rovněž propojuje antiimperialistické a antipatriarchální tóny.[30]

- Kamenný hostitel, též Kamenný vládce (1912, Камінний господар) – Drama zpracovávající námět o Donu Juanovi, protagonista je vykreslen jako bojovník proti nesvobodě a falešné morálce. Jeho smrt přichází v okamžiku, kdy své ideály zradí a přijme plášť komandéra.[31]

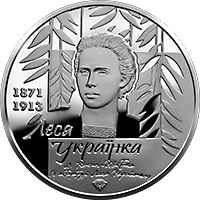
Rub dvacetihřivnové mince vydané ke 150. výročí autorčina narození

- Lesní píseň (1912, Лісова пісня) – Nejvýznamnější autorčino drama, divadelní hra oslavující rodný kraj a jeho krásy zračící se v pohádkách a lidovém básnictví. Ke střetu dochází mezi svobodnou a tvůrčí lesní vílou Mavkou a přízemní a otrockou Kylynou, přičemž váhání jejich nápadníka Lukáš je nakonec příčinou tragédie.[32]

- Hostina (1913, Оргія) – dramatická báseň s antikolonialistickým vyzněním, pěvec Anteus ve starořeckém Korintu raději volí pro sebe i svou choť smrt, než aby přijal nesvobodu a sloužil svým zpěvem vítězné římské říši.[33]

### Překladatelská činnost
Lesja Ukrajinka překládala do ukrajinštiny díla světové literatury (např. práce Gogolovy či Heinricha Heine) a texty socialisticky orientovaných autorů (Karl Marx, Antonio Labriola a další).

### České překlady
- Světla před úsvitem: výbor z díla, výbor uspořádala Marie Marčanová, překlad Zdenka Hanusová, Petr Křička, Marie Marčanová, Zdenka Niliusová, Jan Tureček-Jizerský a Jan Vladislav, Praha: SNKLHU, 1953.
- Kamenný vládce: (Don Juan): drama o 6 obrazech, překlad Jan Tureček-Jizerský, Praha: ČDLJ, 1956.

### Dramatizace
- Lesní píseň, překlad a dramatizace Václav Daněk, režie: Karel Weinlich, Český rozhlas, 1981.